# The Doctor and the Woman
The Doctor and the Woman er en amerikansk stumfilm fra 1918 af Lois Weber.

## Medvirkende
- Mildred Harris som Sidney Page
- True Boardman
- Alan Roscoe som Dr. Max Wilson
- Zella Caull som Carlotta
- Carl Miller som Joe Drummond